# Замок Увадзіма

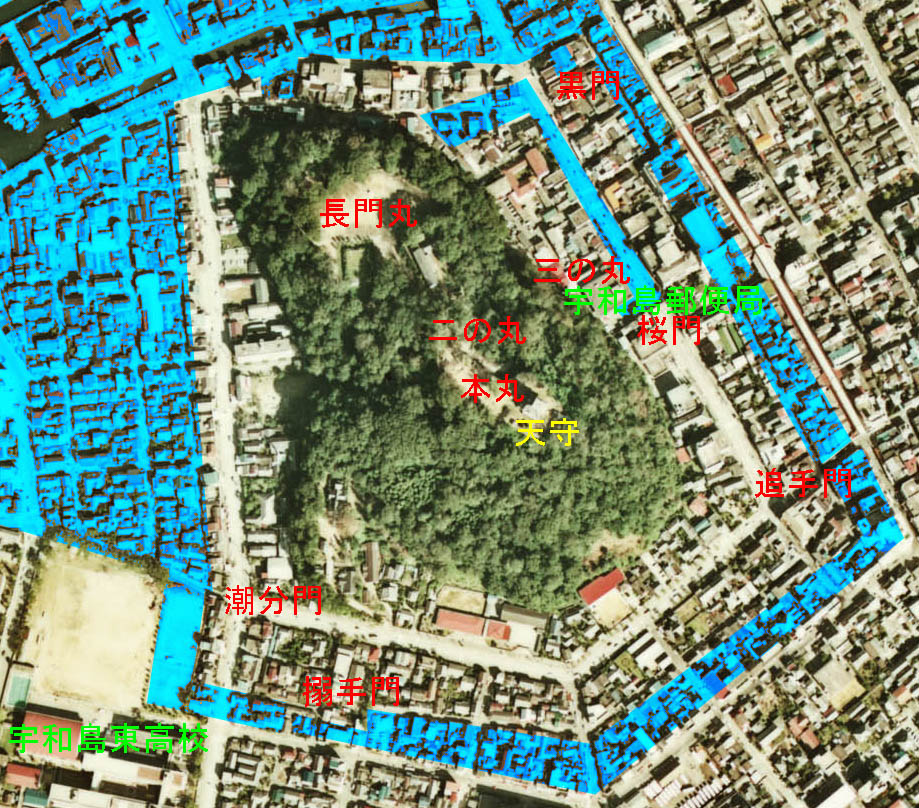
Пташиний вид на замок Увадзіма

Замок Увадзіма (яп. 宇和島城, Uwajima-jō) — це японський замок хіраяма-дзіро, розташований у місті Увадзіма, Ехіме, Японія. Альтернативна назва цього замку — Цурусіма-дзьо. Замок є одним із дванадцяти японських замків, які досі мають свій історичний тенсю. З 1937 року його охороняють як національне історичне місце.

## Історія
Замок Увадзіма розташований на пагорбі в центрі міста Увадзіма в південній частині колишньої провінції Ійо. Спочатку він був побудований на березі моря, а океан утворював природний рів з трьох боків; але через меліорацію тепер у центрі міста. У період Хейан Увадзіма (зокрема, острів Хібурідзіма в затоці Увадзіма) був центром піратства у Внутрішньому морі Сето і став оплотом Фудзівара но Сумітомо під час його повстання. У 941 році гвардійський посланець Татібана Татібана під час придушення повстання встановив у цій місцевості форт, названий укріпленням «Замок Ітасіма Маруґусі». Під час періоду Муроматі сьоґунат Асікаґа призначив гілку сім'ї Сайондзі губернатором області, але постійно зазнавала нападів своїх могутніших і агресивніших сусідів. Сайондзі вижили завдяки незмінній лояльності та жорстокому опору, але зрештою їх переміг Тьосокабе Мототіка, якого, у свою чергу, повалили війська Тойотомі Хідейосі.
Провінція Ійо була передана Кобаякаві Такакаге, який призначив територію навколо Увадзіми своєму прийомному синові та зведеному братові Хідекане. Пізніше Такакаге було переведено на Кюсю, і його замінив генерал Хідейосі Тода Кацутака, який розширив незначне укріплення, перетворивши його на замок періоду Сенґоку. Тода, який правив надзвичайно жорстоко, збожеволів і помер під час вторгнення в Корею без спадкоємця. Потім Хідейосі призначив Тодо Такатора в домен. Відомий дизайнер замку Такатора витратив шість років на перебудову замку, починаючи з 1601 року. У 1604 році він переніс тенсю замку Каґоморі до замку Увадзіма і зробив його Цукімі Ягурою замку. Тодо Такатора зберіг оригінальне планування замку, який мав видовжену внутрішню стіну розміром 30 на 100 метрів з тенсю в центрі південної частини. Він додав кам'яні стіни та розширив навколишні вторинні огородження, додавши укріплені ворота та водні рови. Замок був примітний використанням інноваційного п'ятикутного макета ровів і стін, що ускладнювало нападникам атакувати один бік, не маючи сліпих зон на флангах.
За правління сьоґунату Токуґава домен Увадзіма був призначений Дате Хідемуне, старшому синові Дате Масамуне та голові кадетської гілки клану Дате. Близько 1617 року замок був перейменований в замок Увадзіма. Замок сильно постраждав унаслідок землетрусу 1649 року. Капітальний ремонт і розширення почалися в 1650 році, але не були завершені до 1671 року. Дате Мунетосі замінив колишню тенсю нинішньою структурою в 1666 році. Замок знову сильно постраждав під час сильного землетрусу Ансей 1854 року, під час якого були пошкоджені тенсю та 24 яґури, а чотири яґури повністю зруйновані. Великі реставраційні роботи тривали до 1860 року. Клан Дате продовжував правити доменом Увадзіма до реставрації Мейдзі. У період Бакумацу Дате Муненарі запровадив військові реформи та створив армію західного зразка; проте домен брав участь у війні Босін, і замок залишився неушкодженим.

## Нинішня ситуація
Спочатку замок уникнув наслідків урядових указів про знищення всіх колишніх феодальних укріплень, але з 1900 по 1913 роки значна частина його кам'яних стін, решти брам і яґури були знищені під час будівельних робіт із розширення порту Увадзіма. У 1934 році тенсю та Отемон (головна брама) були визнані національним надбанням (国宝) до того, як у 1950 році було прийнято Закон про охорону національних скарбів (文化財保護法施), а в 1937 році це місце було визнано Національним історичним місцем. Однак брама Отемона згодом була зруйнована в останні дні Другої світової війни американськими повітряними нальотами. У 1949 році клан Дате пожертвував тенсю та решту території замку місту Увадзіма. У 1950 році тенсю було перейменовано як національне культурне надбання відповідно до чинного Закону про охорону культурних цінностей. У 1952 році одна з уцілілих брам замку, брама Нагая, була перенесена та реконструйована на місці колишнього Отемона. Тенсю був капітально відремонтований з 1960 по 1962 рік. У 1965 році брама Нагая та ще одна збережена брама, брама Ноборітачімон, були визнані матеріальними культурними цінностями міста Увадзіма. Подальший ремонт кам'яних стін був проведений у 1994 році.
Японський фонд замків у 2006 році включив замок Увадзіма до списку 100 найкращих замків Японії.
Замок розташований за 20 хвилин ходьби від станції JR Shikoku Uwajima.

## Культурні властивості
Тенсю замку Увадзіма охороняється як важливе культурне надбання з 1934 року.

## Галерея

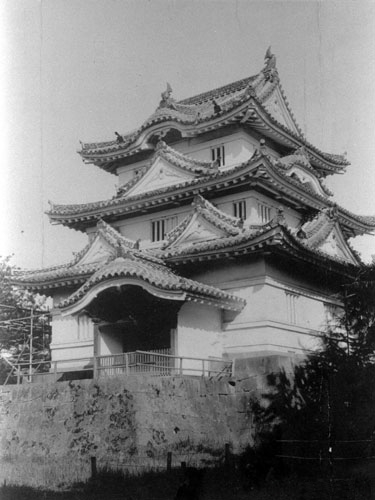
Сторожова вежа замку Увадзіма в 1928 році
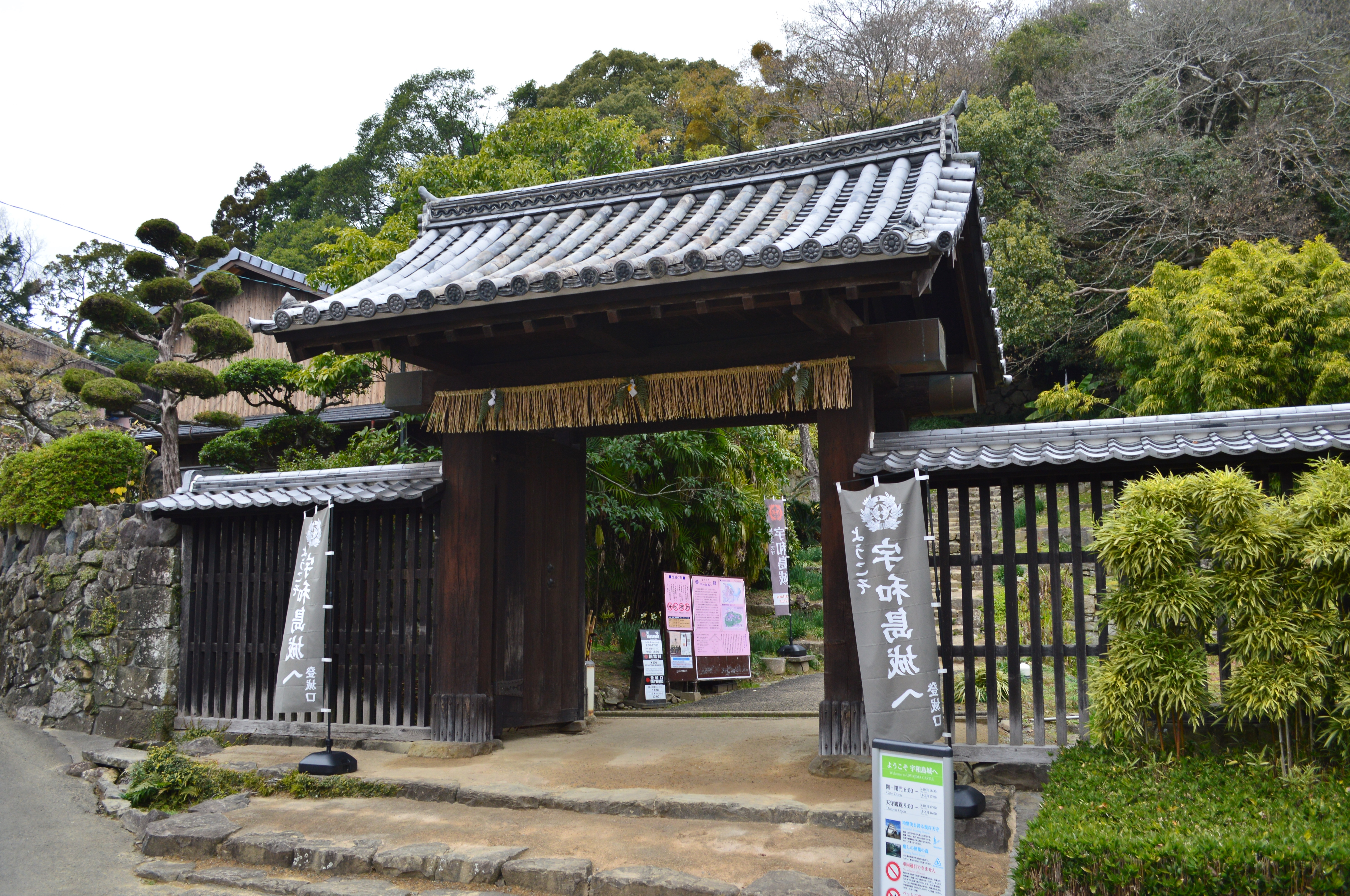
Ноборітахімон
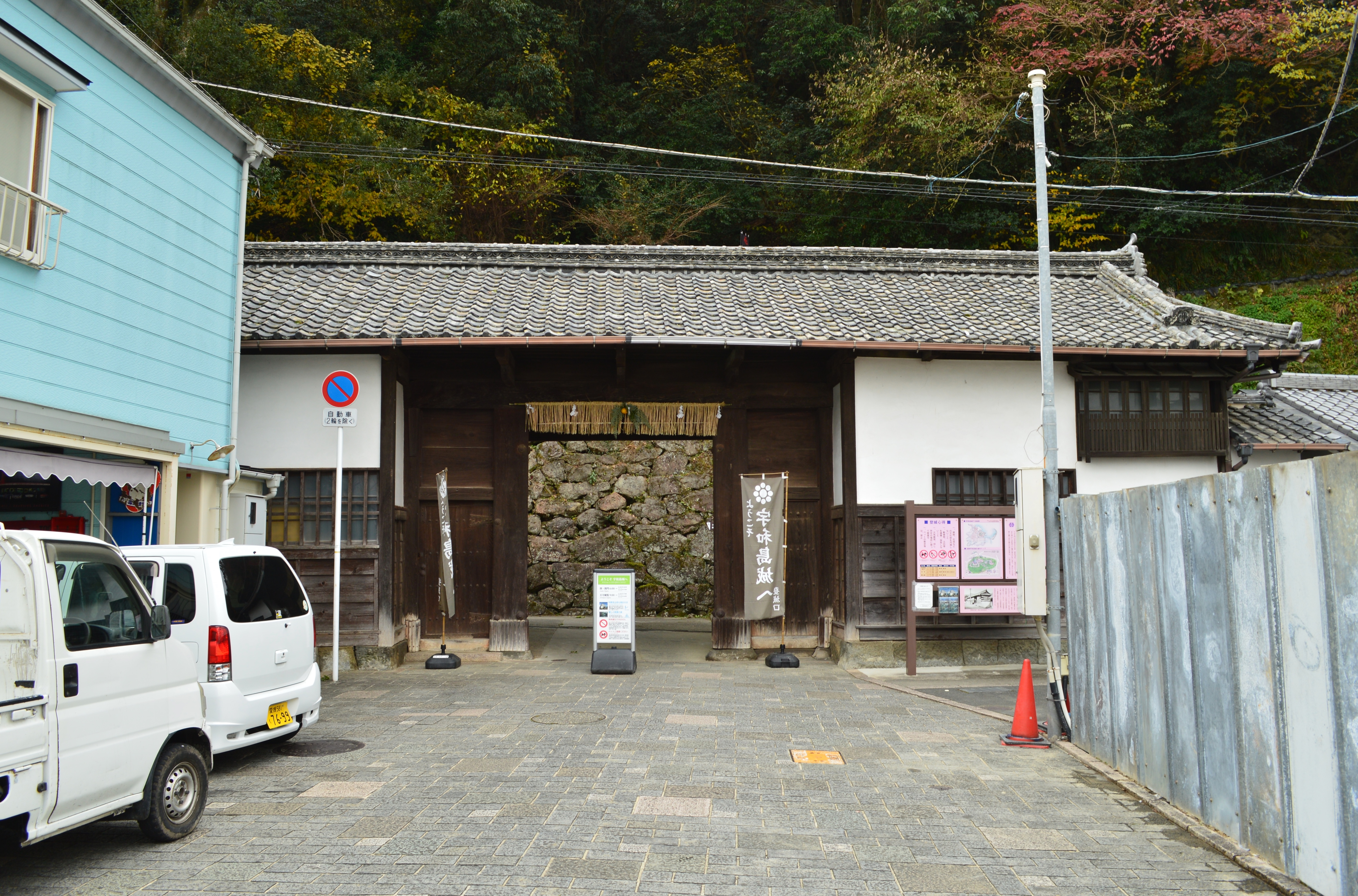
Нагаямон
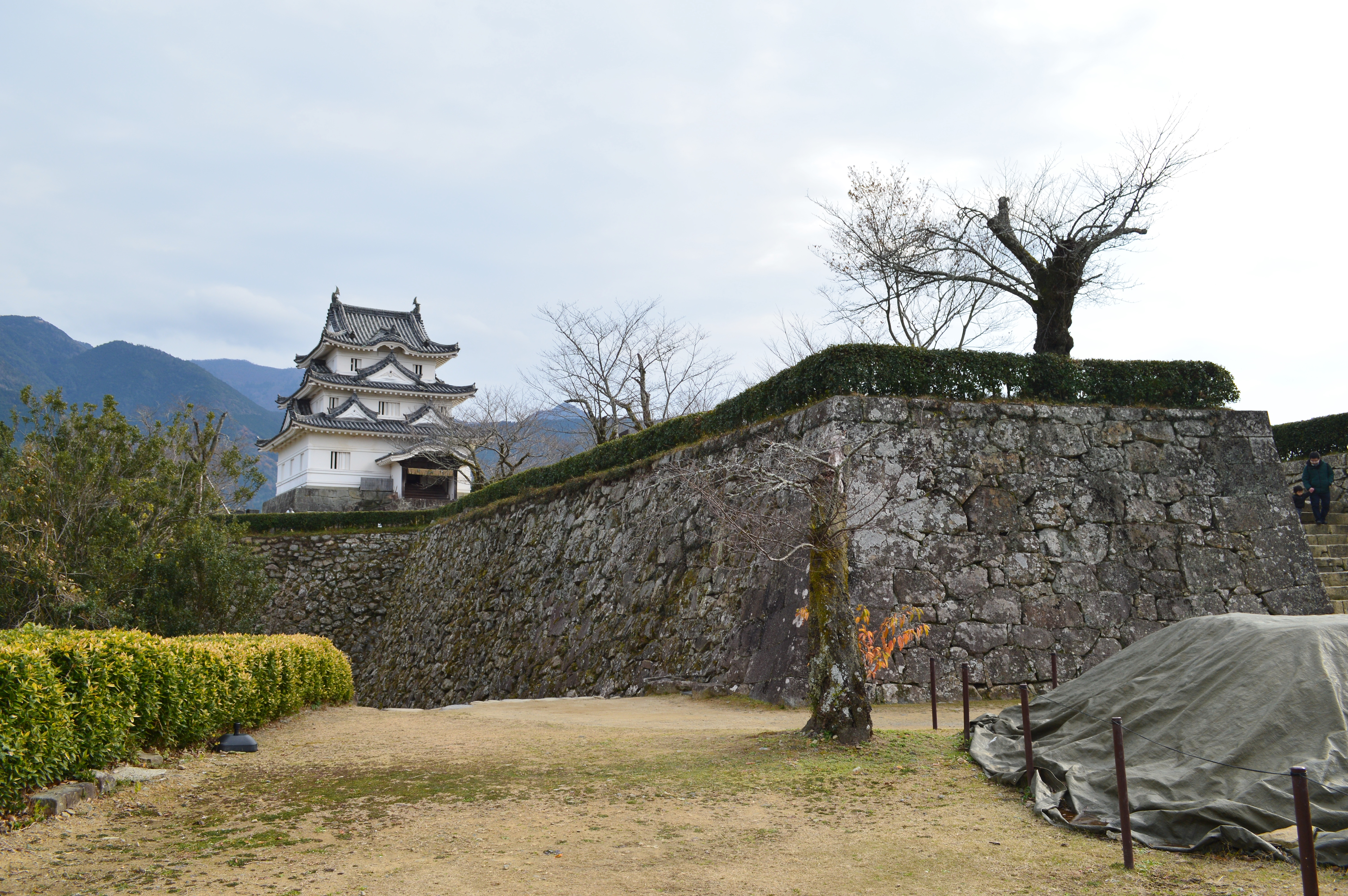
Стіни внутрішнього багера